# Mystica (Axel Rudi Pell)
Mystica è l'undicesimo album della band del chitarrista heavy metal Axel Rudi Pell, pubblicato il 25 agosto 2006.

## Tracce
1. "The Mysterious Return" (Intro)
2. "Fly to the Moon"
3. "Rock the Nation"
4. "Valley of Sin"
5. "Living a Lie"
6. "No Chance to Live"
7. "Mystica"
8. "Haunted Castle Serenade (Opus #4 Grazioso E Agresso)"
9. "Losing the Game"
10. "The Curse of the Damned"

## Formazione
- Johnny Gioeli - voce
- Axel Rudi Pell - chitarra
- Volker Krawczak - basso
- Mike Terrana - batteria
- Ferdy Doernberg - tastiere